# Leif Engqvist
Leif Engqvist (Dalby, 30 juli 1962) is een voormalig Zweeds voetballer, die na zijn actieve loopbaan het trainersvak instapte.

## Clubcarrière
Engqvist speelde als middenvelder. Hij kwam uit voor Malmö FF en sloot zijn profloopbaan in 1994 af bij Trelleborgs FF.

## Interlandcarrière
In 1988 vertegenwoordigde Engqvist zijn vaderland bij de Olympische Zomerspelen in Seoel. Daar werd Zweden in de kwartfinale uitgeschakeld door Italië (1-2). Engqvist speelde in totaal 18 interlands (twee doelpunten) in de periode 1986-1990. Onder leiding van bondscoach Olle Nordin maakte hij zijn debuut op 6 augustus 1986 in de vriendschappelijke wedstrijd tegen Finland (1-3) in Helsinki, net als Jan Hellström (Örgryte IS) en Torbjörn Persson (Malmö FF). Engqvist nam met zijn vaderland deel aan het WK voetbal 1990.
| Interlands van Leif Engqvist voor Zweden | Interlands van Leif Engqvist voor Zweden | Interlands van Leif Engqvist voor Zweden | Interlands van Leif Engqvist voor Zweden | Interlands van Leif Engqvist voor Zweden | Interlands van Leif Engqvist voor Zweden |
| №                                        | Datum                                    | Wedstrijd                                | Uitslag                                  | Competitie                               | Goals                                    |
| Als speler van Malmö FF                  | Als speler van Malmö FF                  | Als speler van Malmö FF                  | Als speler van Malmö FF                  | Als speler van Malmö FF                  | Als speler van Malmö FF                  |
| ---------------------------------------- | ---------------------------------------- | ---------------------------------------- | ---------------------------------------- | ---------------------------------------- | ---------------------------------------- |
| 1                                        | 06.08.1986                               | Finland – Zweden                         | 1 – 3                                    | Vriendschappelijk                        | 0                                        |
| 2                                        | 20.08.1986                               | Zweden – Sovjet-Unie                     | 0 – 0                                    | Vriendschappelijk                        | 0                                        |
| 3                                        | 24.09.1986                               | Zweden – Zwitserland                     | 2 – 0                                    | EK-kwalificatie                          | 0                                        |
| 4                                        | 12.10.1986                               | Portugal – Zweden                        | 1 – 1                                    | EK-kwalificatie                          | 0                                        |
| 5                                        | 16.11.1986                               | Malta – Zweden                           | 0 – 5                                    | EK-kwalificatie                          | 0                                        |
| 6                                        | 12.01.1988                               | Duitse Democratische Republiek – Zweden  | 1 – 4                                    | Vriendschappelijk                        | 0                                        |
| 7                                        | 15.01.1988                               | Finland – Zweden                         | 0 – 1                                    | Vriendschappelijk                        | 0                                        |
| 8                                        | 01.06.1988                               | Spanje – Zweden                          | 1 – 3                                    | Vriendschappelijk                        | 0                                        |
| 9                                        | 06.09.1989                               | Zweden – Engeland                        | 0 – 0                                    | WK-kwalificatie                          | 0                                        |
| 10                                       | 08.10.1989                               | Zweden – Albanië                         | 3 – 1                                    | WK-kwalificatie                          | Goal                                     |
| 11                                       | 25.10.1989                               | Polen – Zweden                           | 0 – 2                                    | WK-kwalificatie                          | 0                                        |
| 12                                       | 14.02.1990                               | Verenigde Arabische Emiraten – Zweden    | 2 – 1                                    | Vriendschappelijk                        | 0                                        |
| 13                                       | 16.02.1990                               | Verenigde Arabische Emiraten – Zweden    | 0 – 2                                    | Vriendschappelijk                        | 0                                        |
| 14                                       | 21.02.1990                               | België – Zweden                          | 0 – 0                                    | Vriendschappelijk                        | 0                                        |
| 15                                       | 25.04.1990                               | Zweden – Wales                           | 4 – 2                                    | Vriendschappelijk                        | 0                                        |
| 16                                       | 20.06.1990                               | Costa Rica – Zweden                      | 2 – 1                                    | WK-eindronde                             | 0                                        |
| 17                                       | 22.08.1990                               | Noorwegen – Zweden                       | 1 – 2                                    | Vriendschappelijk                        | Goal                                     |
| 18                                       | 05.09.1990                               | Zweden – Denemarken                      | 0 – 1                                    | Vriendschappelijk                        | 0                                        |

## Erelijst
Malmo FF
- Zweeds landskampioen

1986, 1988
- Zweeds bekerwinnaar

1986, 1989